# Vítor Constâncio
Vítor Manuel Ribeiro Constâncio GCC • GCIH (Lisboa, 12 de outubro de 1943) é um economista e político português.

## Biografia
Licenciado em Economia pelo Instituto Superior de Ciências Económicas e Financeiras da Universidade Técnica de Lisboa, Vítor Constâncio foi secretário-geral do Partido Socialista, de 1986 a 1989, e candidato derrotado a primeiro-ministro, em 1987.
A sua experiência governativa tem início quando Constâncio é chamado para o cargo de Secretário de Estado do Planeamento, imediatamente após o 25 de abril de 1974, nos I e II Governos Provisórios, entre 1974 e 1975. A seguir, já em 1976, depois do 25 de novembro, será Secretário de Estado do Orçamento e do Plano, no VI Governo Provisório.
Militante do Partido Socialista, em 1976 foi eleito deputado à Assembleia da República, sendo nomeado presidente da Comissão Parlamentar para a Integração Europeia, função que desempenha entre 1977 e 1979. Em 1978 regressa ao governo, desta vez como Ministro das Finanças e do Plano, no II Governo Constitucional, formado através de coligação entre o PS e o CDS-PP. Seria novamente deputado à Assembleia da República nas legislaturas de 1980-1981 e 1987-1991, embora nesta última tenha abandonado o mandato logo em 1988, após ser derrotado por Cavaco Silva na disputa pela chefia do governo.
Depois de ter sido assistente do ISEG, Constâncio é hoje professor catedrático convidado desse instituto desde 1989, apesar de nunca ter concluído o doutoramento.
Tendo iniciado a sua atividade no Banco de Portugal em 1975 como diretor do Departamento de Estatística e de Estudos Económicos, foi nomeado vice-governador em 1977, posição que voltaria a ocupar em 1979 e durante o período de 1981 a 1984, foi nomeado seu 12.º Governador entre 1985 e 1986 e, novamente, 16.º Governador de Fevereiro de 2000 a Maio de 2010, foi director de Estatística e Estudos Económicos, em 1975, e vice-governador, de 1981 a 1984.
A 24 de Maio de 1995 foi agraciado com a Grã-Cruz da Ordem do Infante D. Henrique.
No sector privado foi, entre 1995 e 2000, vogal e administrador do Conselho de Administração do BPI e, novamente no sector público, entre 1998 e 2000, vogal e administrador não-executivo da EDP.
A 21 de Maio de 1999 foi agraciado com a Grã-Cruz da Ordem de Rio Branco do Brasil e a 8 de Junho de 2005 foi agraciado com a Grã-Cruz da Ordem Militar de Nosso Senhor Jesus Cristo.
Foi membro do Conselho de Estado.
Em 2010, ano em que errou as previsões macroeconómicas e de falhas na supervisão bancária por não ter actuado ou o fazer tardiamente nos casos BPN, BCP e BPP, e que custaram aos contribuintes portugueses um montante superior a 9.500 milhões de euros, viu todavia reconhecidos os seus méritos na União Europeia, sendo nomeado em 2010 vice-presidente do Banco Central Europeu, num mandato que durará oito anos e onde é responsável pela supervisão bancária.